# Lichtspielhaus
 (juillet 2025).
Motif : Simple compilation, absence de sources secondaires, voir WP:NMA
- Archive Wikiwix
- Bing
- Cairn
- DuckDuckGo
- E. Universalis
- Gallica
- Google
- G. Books
- G. News
- G. Scholar
- Persée
- Qwant
- (zh) Baidu
- (ru) Yandex
- (wd) trouver des œuvres sur Wikidata

| 1. | Préciser le motif de la pose du bandeau. | Précisez le motif de la pose du bandeau en utilisant la syntaxe suivante : {{admissibilité à vérifier\|date=juillet 2025\|motif=remplacez ce texte par le motif}}                   |
| 2. | Informer les utilisateurs concernés.     | Pensez à avertir le créateur de l'article, par exemple, en insérant le code ci-dessous sur sa page de discussion : {{subst:avertissement admissibilité à vérifier\|Lichtspielhaus}} |

Lichtspielhaus est un DVD et une compilation des clips de Rammstein de l'album Herzeleid à l'album Mutter avec Seemann ou Feuer Frei. Il contient aussi des extraits de divers spectacles.

## Listes des titres
Clips vidéo :
- Du riechst so gut
- Seemann
- Rammstein
- Engel
- Du hast
- Du riechst so gut '98
- Stripped
- Sonne
- Links 2-3-4
- Ich will
- Mutter
- Feuer frei!

Making of de clips :
- Du hast
- Du riechst so gut '98
- Sonne
- Links 2-3-4
- Ich will

Titres en live :
"100 Jahre Rammstein" - Der Arena, Berlin 1996
- Herzeleid
- Seemann

Philipshalle, Dusseldorf 1997
- Spiel mit mir

Festival "Rock am Ring" 1998
- Heirate mich
- Du hast

"Live aus Berlin" - Wuhlheide, Berlin 1998
- Sehnsucht - version remastérisé (musique en version studio)

Festival "Big Day Out" - Sydney 2001
- Weißes Fleisch
- Asche zu Asche

Velodrom, Berlin 2001
- Ich will
- Links 2-3-4

Trailers TV et interviews :
- Achtung Blitzkrieg!
- Du hast
- Links 2-3-4
- Mutter